# Homer Simpson a ledvina
Homer Simpson a ledvina (v anglickém originále Homer Simpson in: 'Kidney Trouble') je 8. díl 10. řady (celkem 211.) amerického animovaného seriálu Simpsonovi. Scénář napsal John Swartzwelder a díl režíroval Mike B. Anderson. V USA měl premiéru dne 6. prosince 1998 na stanici Fox Broadcasting Company a v Česku byl poprvé vysílán 5. prosince 2000 na stanici ČT1.

## Děj
Homer vezme rodinu do města duchů určeného pro turisty. Cestou se Simpsonovým porouchá auto před Springfieldským domovem pro důchodce, což vede dědečka k domněnce, že ho rodina přijela navštívit na jeho narozeniny. Homer je nucen vzít dědečka s sebou. Děda vypije příliš mnoho sarsaparilly, ale Homer odmítá zastavit, aby ho nechal jít na záchod, protože se chce dostat domů a sledovat televizi. Po několika hodinách dědečkovi explodují ledviny. 
Doktor Dlaha rodině oznámí, že jediná možnost, jak dědu zachránit, je, že svému otci Homer daruje jednu ze svých ledvin. Homer k obdivu rodiny souhlasí, ale poté, co se od Vočka dozví rizika, dostane strach a uteče z operačního sálu oknem. 
Homer se s pocitem viny považuje za nehodného života mezi civilizovanými lidmi a rozhodne se začít nový život na palubě lodi kapitána McAllistera. Setkává se s několika podivnými lidmi, kteří mají své vlastní příběhy o utrpení. Homer jim vypráví svůj příběh, ale ostatní jsou zděšeni a vyhodí ho z lodi. Homer odplouvá zpět na břeh, kde je svědkem toho, jak otec se synem staví hrad z písku, a lituje svého vztahu k vlastnímu otci a dětem. Homer se rozhodne svou chybu napravit a vydá se zpět do nemocnice. 
Tam dorazí včas, usmíří se s dědečkem a omluví se mu, ale na poslední chvíli zpanikaří a znovu uteče. Jeho zběsilý úprk z nemocnice zastaví až kamion. Řidič Hans Krtkovic sice včas šlápne na brzdu, ale jedno z aut, jež veze, sklouzne a spadne na Homera. Homer se probudí na nemocničním lůžku a přivítá ho doktor Dlaha, Marge a děti. Když se dědeček objeví ve dveřích živý a zdravý, Homer zjistí, že zatímco byl v bezvědomí, lékaři mu vyoperovali jednu ledvinu. Homer je nejprve rozzlobený, ale uklidní se poté, co mu rodina řekne, že pro dědečka udělal správnou věc. Společně se obejmou a Homer se pustí do vybírání na Bartově spodní části zad, kde se ledvina nachází, a zvažuje ho jako potenciálního dárce pro sebe.

## Produkce
Díl napsal John Swartzwelder a režíroval ho Mike B. Anderson. Původně byl vysílán na stanici Fox ve Spojených státech 6. prosince 1998. Ačkoli díl napsal Swartzwelder, nápad na epizodu předložil bývalý scenárista seriálu George Meyer. Epizoda podle vedoucího producenta Iana Maxtone-Grahama nicméně stále obsahuje několik „klasických Swartzwelderových momentů“, včetně Homerova útěku na ručním vozíku a hlášky typu „je to vina všech, jen ne moje“. Protože díl obsahoval několik scén, v nichž Simpsonovi řídí, animátoři „naaranžovali“ scény pomocí několika různých pozadí. V jednom místě děje epizody je vidět naaranžovaná přestřelka. V přestřelce měl původně být muž, který říká: „Podívej, nahoře na střeše je prostitutka.“ a měl ji zastřelit. Ačkoli se mu tento gag zdál vtipný, Mike Scully, vedoucí producent a showrunner epizody, jej vystřihl, protože slovo „prostitutka“ už v epizodě zaznělo „nejméně desetkrát“. Podle Scullyho měli cenzoři Foxu námitky proti tomu, aby bylo ukázáno, jak děda dává Homerovi NyQuil, léky na spaní. Scully to vyřešil tak, že v epizodě etiketu NyQuilu neukázal. Hudba, která hraje během úvodního záběru na springfieldskou nemocnici, vychází z hudební znělky amerického lékařského seriálu Ben Casey z 60. let.
Část zahrnující Loď ztracených duší byla také nadhozena Meyerem. Byla to poslední část epizody, která měla být animována, a byla dokončena během jednoho týdne. Štáb Simpsonových se rozcházel v názoru, zda tuto sekvenci do epizody vůbec zařadit, přičemž tvůrce seriálu Matt Groening obzvláště váhal. „Měl jsem z toho velké obavy, když jsem viděl scénář,“ řekl v komentáři k epizodě na DVD. Meyer si částí také nebyl jistý: „Přinejmenším to nečekáte,“ uvedl, „nevím, jestli se to úplně povedlo.“ Scully na díl však vzpomínal v dobrém a označil jej za „velmi inspirativní“. Anglického vojáka, Francouze a karikaturu Petera Lorreho nadaboval člen hlavního obsazení seriálu Dan Castellaneta, který v seriálu dabuje mimo jiné i Homera. Ženu na lodi namluvila americká dabérka Tress MacNeilová. Honeybunch, jméno lodi námořního kapitána, bylo nadhozeno Scullyho bratrem Brianem. Jméno pochází od Scullyho otce, který své ženě říkával „Honeybunch“ jako výraz lásky.
Anglický název epizody je odkazem na část kresleného filmu Falešná hra s králíkem Rogerem nazvanou Tummy Trouble. V jedné scéně epizody se Simpsonovi před domovem pro seniory snaží nastartovat své auto, zatímco děda pomalu kráčí směrem k nim. Scéna paroduje film Noc oživlých mrtvol z roku 1968, přičemž děda působí jako zombie z tohoto filmu. Robotický kovboj, který honí robotickou tanečnici v kruhu na balkóně baru, je odkazem na scénu z původní atrakce Piráti z Karibiku v Disneylandu, kde piráti podobným způsobem honili ženy. Design a hlas muže ve smokingu na Lodi ztracených duší byly vytvořeny podle maďarského herce Petera Lorreho. Také nevěsta je volně založena na slečně Havishamové z románu Charlese Dickense Nadějné vyhlídky. Scéna, kdy Homera při jeho druhém útěku z nemocnice málem srazí auto, je odkazem na scénu z filmu Alfreda Hitchcocka Na sever severozápadní linkou z roku 1959, v níž postavu Caryho Granta málem srazí protijedoucí kamion. V epizodě je také zmíněn americký herec Larry Hagman, když dr. Dlaha říká, že Hagman si vzal všechny ledviny a játra potřebné pro dárce, zatímco Homer prohlašuje, že by se rád podíval na epizodu talk show Inside The Actor's Studio s F. Murrayem Abrahamem.

## Přijetí
V původním americkém vysílání 6. prosince 1998 získal díl podle agentury Nielsen Media Research rating 7,2, což znamená přibližně 7,2 milionu diváků. V týdnu od 22. listopadu do 6. prosince 1998 se epizoda umístila na 54. místě ve sledovanosti. Vyrovnala se tak nové epizodě pořadu ABC Brother's Keeper. 7. srpna 2007 byla epizoda vydána jako součást DVD boxu The Simpsons – The Complete Tenth Season. Matt Groening, Mike Scully, George Meyer, Ian Maxtone-Graham, Ron Hauge a Mike B. Anderson se podíleli na audiokomentáři epizody na DVD.
Po vydání na domácím videu získal díl Homer Simpson a ledvina od kritiků smíšené hodnocení. 
Warren Martyn a Adrian Wood, autoři knihy I Can't Believe It's a Bigger and Better Updated Unofficial Simpsons Guide, díl označili za „zvláštní epizodu (…), která se táhne až příliš dlouho a pravděpodobně by si zasloužila zábavný béčkový příběh“. Dodali, že „Homerův útěk je napoprvé vtipný, ale napodruhé už ztrácí na působivosti“. Na závěr napsali, že „největší vtip pochází z dědovy potřeby jít na záchod cestou z města duchů. Což vlastně vůbec není tak vtipné.“
Colin Jacobson z Movie Guide označil epizodu za „zádrhel“ a napsal: „(Díl) nabízí všechny složky, které by jej měly udělat dobrým, ale nikdy nedosáhne vyšší úrovně než průměru. Navzdory několika vtipným momentům mě tento díl nechává z velké části chladným,“ dodal.
Jake MacNeill z Digital Entertainment News napsal, že epizodě „dojde dech“ po prvním dějství, a považoval ji za jednu z nejhorších epizod řady.
Peter Brown z časopisu If však díl ohodnotil kladně a popsal jej za jednu z nejlepších epizod sezóny.
Nathan Ditum z Total Filmu označil odkaz na film Na sever severozápadní linkou za 24. nejlepší filmovou referenci v historii seriálu.